# Diocesi di Saint Cloud
La diocesi di Saint Cloud (in latino: Dioecesis Sancti Clodoaldi) è una sede della Chiesa cattolica negli Stati Uniti d'America suffraganea dell'arcidiocesi di Saint Paul e Minneapolis. Nel 2022 contava 126.628 battezzati su 586.422 abitanti. È retta dal vescovo Patrick Neary, C.S.C.

## Territorio

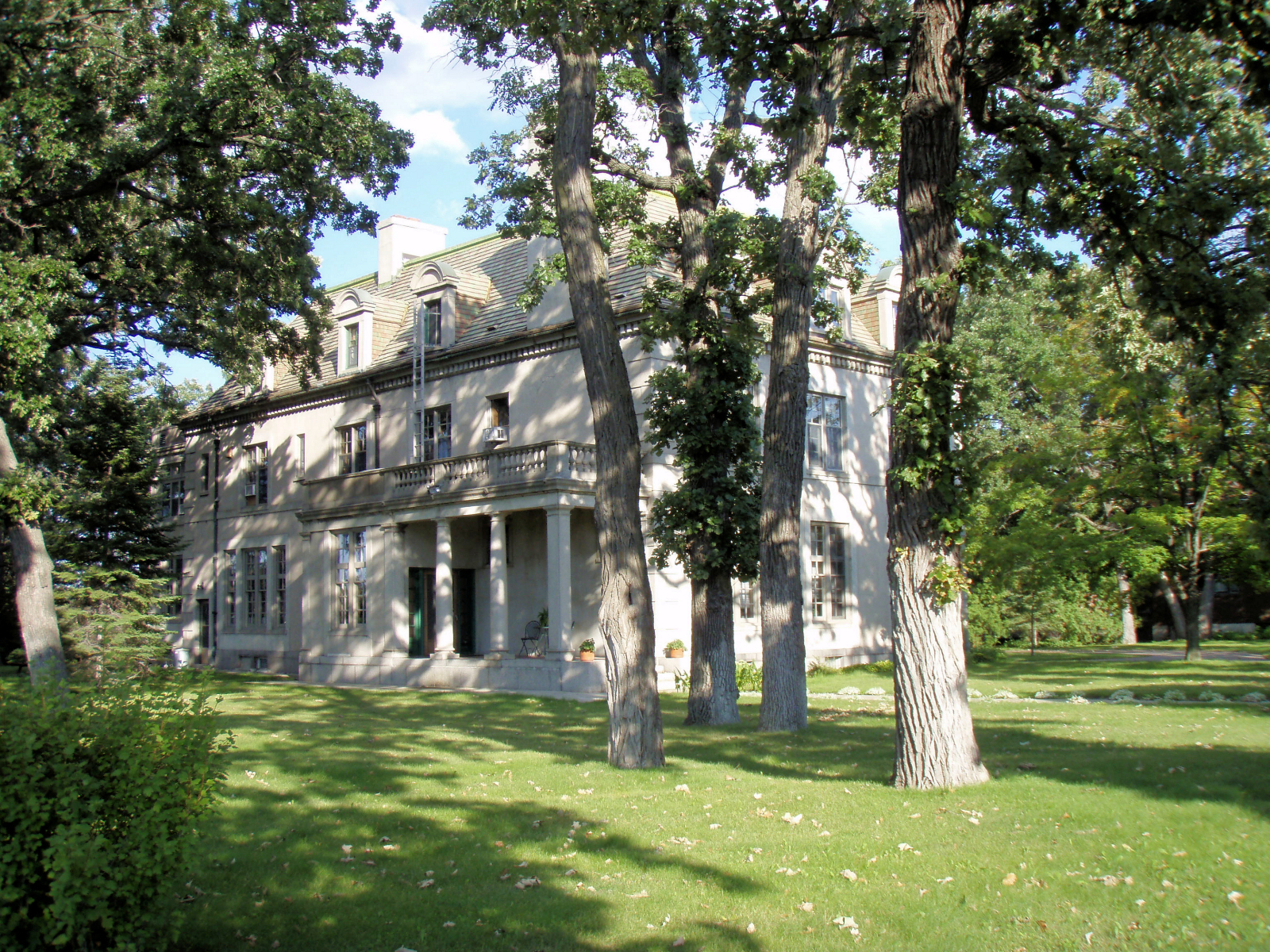
Il palazzo vescovile.

La diocesi comprende le seguenti contee dello stato americano del Minnesota: Stearns, Sherburne, Benton, Morrison, Mille Lacs, Kanabec, Isanti, Pope, Stevens, Traverse, Grant, Douglas, Wilkin, Otter Tail, Todd e Wadena.
Sede vescovile è la città di Saint Cloud, dove si trova la cattedrale di Santa Maria (Cathedral of Saint Mary).
Il territorio si estende su 31.730 km² ed è suddiviso in 131 parrocchie.

## Storia
Il vicariato apostolico del Minnesota settentrionale fu eretto il 12 febbraio 1875 con il breve Venerabiles fratres di papa Pio IX, ricavandone il territorio dalla diocesi di Saint Paul (oggi arcidiocesi di Saint Paul e Minneapolis). In origine il vicariato comprendeva la parte settentrionale del Minnesota e la parte orientale del territorio del Dakota.
Il 3 ottobre 1889 il vicariato apostolico ha ceduto una porzione del suo territorio a vantaggio dell'erezione della diocesi di Duluth, e contestualmente è stato elevato al rango di diocesi con il nome attuale, in forza del breve Ex debito supremi di papa Leone XIII.

## Cronotassi dei vescovi
Si omettono i periodi di sede vacante non superiori ai 2 anni o non storicamente accertati.
- Rupert Seidenbusch, O.S.B. † (12 febbraio 1875 - 19 ottobre 1888 dimesso)
- John Joseph Frederick Otto Zardetti † (22 settembre 1889 - 6 marzo 1894 nominato arcivescovo di Bucarest)
- Martin Marty, O.S.B. † (21 gennaio 1895 - 19 settembre 1896 deceduto)
- James Trobec † (5 luglio 1897 - 15 aprile 1914 dimesso[1])
- Joseph Francis Busch † (19 gennaio 1915 - 31 maggio 1953 deceduto)
- Peter William Bartholome † (31 maggio 1953 succeduto - 31 gennaio 1968 dimesso[2])
- George Henry Speltz † (31 gennaio 1968 succeduto - 13 gennaio 1987 ritirato)
- Jerome George Hanus, O.S.B. (6 luglio 1987 - 23 agosto 1994 nominato arcivescovo coadiutore di Dubuque)
- John Francis Kinney † (9 maggio 1995 - 20 settembre 2013 ritirato)
- Donald Joseph Kettler (20 settembre 2013 - 15 dicembre 2022 ritirato)
- Patrick Neary, C.S.C., dal 15 dicembre 2022

## Statistiche
La diocesi nel 2022 su una popolazione di 586.422 persone contava 126.628 battezzati, corrispondenti al 21,6% del totale.
| anno | popolazione | popolazione | popolazione | presbiteri | presbiteri | presbiteri | presbiteri                | diaconi | religiosi | religiosi | parrocchie |
| anno | battezzati  | totale      | %           | numero     | secolari   | regolari   | battezzati per presbitero | diaconi | uomini    | donne     | parrocchie |
| ---- | ----------- | ----------- | ----------- | ---------- | ---------- | ---------- | ------------------------- | ------- | --------- | --------- | ---------- |
| 1950 | 90.882      | 321.465     | 28,3        | 185        | 157        | 28         | 491                       |         | 309       | 1.252     | 139        |
| 1966 | 139.241     | 330.021     | 42,2        | 349        | 189        | 160        | 398                       |         | 126       | 1.540     | 147        |
| 1970 | 145.347     | ?           | ?           | 334        | 169        | 165        | 435                       |         | 247       | 1.425     | 137        |
| 1976 | 145.347     | 349.853     | 41,5        | 307        | 152        | 155        | 473                       | 1       | 229       | 1.153     | 139        |
| 1980 | 154.000     | 360.000     | 42,8        | 292        | 144        | 148        | 527                       | 5       | 230       | 871       | 147        |
| 1990 | 151.116     | 442.000     | 34,2        | 267        | 145        | 122        | 565                       | 24      | 213       | 675       | 144        |
| 1999 | 148.243     | 474.546     | 31,2        | 277        | 138        | 139        | 535                       | 37      | 69        | 674       | 140        |
| 2000 | 147.577     | 480.375     | 30,7        | 247        | 131        | 116        | 597                       | 36      | 193       | 660       | 139        |
| 2001 | 147.047     | 488.181     | 30,1        | 248        | 132        | 116        | 592                       | 35      | 202       | 648       | 139        |
| 2002 | 147.849     | 499.103     | 29,6        | 234        | 123        | 111        | 631                       | 37      | 196       | 633       | 138        |
| 2003 | 148.466     | 440.701     | 33,7        | 246        | 132        | 114        | 603                       | 40      | 198       | 609       | 138        |
| 2004 | 147.748     | 516.755     | 28,6        | 225        | 116        | 109        | 656                       | 44      | 178       | 585       | 138        |
| 2010 | 142.576     | 558.890     | 25,5        | 218        | 115        | 103        | 654                       | 48      | 159       | 464       | 135        |
| 2014 | 133.307     | 561.485     | 23,7        | 209        | 108        | 101        | 637                       | 49      | 168       | 401       | 131        |
| 2017 | 133.215     | 570.680     | 23,3        | 200        | 99         | 101        | 666                       | 56      | 212       | 374       | 134        |
| 2020 | 125.850     | 581.000     | 21,7        | 197        | 96         | 101        | 638                       | 57      | 173       | 286       | 131        |
| 2022 | 126.628     | 586.422     | 21,6        | 184        | 91         | 93         | 688                       | 57      | 146       | 222       | 131        |